# Аргонски ласер
Аргонски ласер је тип гасног ласера који као извор зрачења користи катјоне племенитог гаса аргона, који се стварају електричним пражњењем у аргонском гасу. Рад овог ласера је први пут демонстриран 1964. године, од стране Виљема Бриџса.

## Принцип рада
Као и остали гасни ласери, аргонски ласер се састоји од цеви испуњене гасом под ниским притиском, у овом случају аргоном са два паралелна огледала на сваком крају цеви. Огледала се користе како би заробила сноп светлости унутар цеви, чинећи тиме резонатор. На крајевима цеви налазе се електроде под високим напоном (око 10.000V). Те електроде производе велики број брзих електрона у цеви, који сударима са атомима аргона могу избити електрон из атома и настали јон превести у побуђено стање. Из тих побуђених стања јон аргона за врло кратко време пада у 4p стање. Ласерски прелаз је између 4p и 4s стања. Из 4s стања јон аргона прелази у основно стање емитовањем фотона таласне дужине од 74 nm, што је у ултраљубичастом делу спектра. Због спин-орбиталног спрезања 4s и 4p стања су поцепана у више хиперфиних стања, па је између њих могуће више прелаза различите енергије.

## Примена
Аргонски ласери се користе за фото-терапију мрежњаче, при литографском поступку и за побуђивање (пумпање) других ласера. Ови ласери могу да емитују светлост различитих таласних дужина у видљивом и ултраљубичастом делу спектра: 351 nm, 454.6 nm, 457.9 nm, 465.8 nm, 476.5 nm, 488.0 nm, 496.5 nm, 501.7 nm, 514.5 nm, 528.7 nm. Док се најчешће користи ласер на таласној дужини од 514.5 nm, што одговара зеленој свјетлости. Исто тако имају примену у Рамановој спектроскопији, као побуда за Раманове прелазе.